# Vlag van Mercia

Vlag van Mercia (2014)

Kruis van St Alban

De vlag van Mercia bestaat uit een gouden andreaskruis op een blauw veld (Kruis van St Alban), die nog steeds op Tamworth Castle wappert en een lichtere versie in St Albans.
Het andreaskruis als symbool van Mercia is mogelijk al in gebruik sinds de tijd van koning Offa. In de 13e eeuw was het andreaskruis het toegekende wapen van het koninkrijk Mercia geworden. Het wapen is Azure, a saltire Or, wat een gouden (of gele) andreaskruis op een blauw veld betekent. Het wapen werd vervolgens gebruikt door de Kathedraal en Abdijkerk van Sint-Albanus, gesticht door koning Offa van Mercia. Met de opheffing van de abdij en de oprichting van het district St Albans werd het wapen gebruikt op de zegel van de stad en werd het officieel vastgelegd als het wapen van de stad tijdens een heraldische visitatie in 1634.
Het andreaskruis wordt zowel als vlag als wapen gebruikt. Als vlag wordt hij tot op de dag van vandaag gebruikt vanaf Tamworth Castle, de oude zetel van de Merciaanse koningen. De vlag verschijnt ook op straatnaamborden die mensen verwelkomen in Tamworth, de "oude hoofdstad van Mercia". De vlag hing ook buiten het stadhuis van Birmingham in 2009, toen de schat van Staffordshire in de stad werd tentoongesteld voordat hij naar het British Museum in Londen werd gebracht. Het kruis is opgenomen in een aantal wapenschilden van Merciaanse steden, waaronder Tamworth, Leek en Blaby. Het werd in 2014 door het Flag Institute erkend als de Merciaanse vlag.